# 반효정
반효정(한국 한자: 潘曉靜, 본명: 반만희, 한국 한자: 潘蔓姬 1942년 11월 27일~)은 대한민국의 배우로, 1964년에 영화 《빨간 마후라》로 처음 데뷔하여, 같은 해 서울중앙방송(지금의 KBS 한국방송공사)의 공채 탤런트로 합격했다.

## 학력
- 대구제일중학교 (졸업)
- 풍문여자고등학교 (졸업)
- 이화여자대학교 무용학과 (학사)
- 서울연극학과[1] (전문학사)

## 출연작

### 드라마
KBS
- 2025년 《화려한 날들》 - 조옥례 역
- 2024년 《결혼하자 맹꽁아!》 - 임순이 역(†)
- 2022년 《현재는 아름다워》 - 윤정자 역
- 2021년 《빨강구두》 - 최숙자 역(†)
- 2021년 《오케이 광자매》 - 가사 도우미 역(특별출연)
- 2020년 《누가 뭐래도》 - 진옥황 회장 역
- 2020년 《영혼수선공》 - 구원숙 역(특별출연)
- 2019년 《우아한 모녀》 - 조순자 회장 역(특별출연)
- 2018년 《파도야 파도야》 - 홍기전 역(†)
- 2017년 《그 여자의 바다》 - 조금례 역
- 2016년 《별난가족》 - 박복해 역
- 2015년 《오 마이 비너스》 - 이홍임 역
- 2015년 《가족을 지켜라》 - 차옹심 역
- 2013년 ~ 2014년 《사랑은 노래를 타고》 - 조귀분 역
- 2013년 《내 딸 서영이》 - 법률 자문 구하러 온 할머니 역(특별출연)
- 2013년 《은희》 - 이금순 역
- 2013년 《삼생이》 - 조씨 역(특별출연)
- 2012년 《별도 달도 따줄게》 - 강필순 역
- 2011년 ~ 2012년 《브레인》 - 황영선 역
- 2011년 《우리집 여자들》 - 김말남 역
- 2011년 《로맨스 타운》 - 유춘작 역
- 2009년 《천추태후》 - 신정황태후 황보씨 역
- 2009년 《집으로 가는 길》 - 국효순 역
- 2008년 《난 네게 반했어》 - 명자 역
- 2007년 ~ 2012년 《산너머 남촌에는》 - 한길선 역
- 2007년 《하늘만큼 땅만큼》 - 한봉례 역
- 2006년 《강이 되어 만나리》 - 강학실 역
- 2006년 《인생이여 고마워요》 - 나경순 역
- 2005년 《어여쁜 당신》 - 유영순 역
- 2004년 《두번째 프러포즈》 - 양순심 역
- 2004년 《애정의 조건》 - 복실 역
- 2003년 《백만송이 장미》 - 한귀분 역
- 2002년 《당신 옆이 좋아》 - 오말희 역
- 2002년 《제국의 아침》 - 고려 혜종의 모후 장화왕후 오씨 역
- 2000년 《천둥소리》
- 1999년 《초대》
- 1998년 《종이학》
- 1997년 《웨딩드레스》
- 1997년 《그대 나를 부를 때》
- 1996년 《사랑할때까지》 - 송정신 역
- 1995년 《장녹수》 - 인수대비(소혜왕후) 역
- 1995년 《역사의 라이벌》
- 1993년 《먼동》
- 1993년 《청춘극장》
- 1993년 《당신이 그리워질 때》 - 황 여사 역
- 1992년 《사랑을 위하여》
- 1992년 《위기의 남자》
- 1991년 《교토 25시》
- 1990년 《그대 아직도 꿈꾸고 있는가》
- 1989년 《숲은 잠들지 않는다》
- 1988년 《제7병동》
- 1988년 《사랑의 기쁨》
- 1987년 《토지》 - 윤씨부인 역
- 1987년 《사랑의 시작》
- 1987년 《애정의 조건》 - 병준 모 역
- 1987년 《세월》
- 1986년 《임이여 임일레라》
- 1986년 《나타리아》
- 1985년 《가시고기》
- 1985년 《빛과 그림자》
- 1984년 《함정》
- 1982년 《풍운》 - 조대비 역
- 1982년 《순애》
- 1981년 《옛날 나 어릴적에》
- 1980년 《TV 문학관》 - 논산댁 역

MBC
- 2023년 《세 번째 결혼》-  윤보배 역
- 2022년 《마녀의 게임》 -  마현덕 역 (페이크 최종 보스)(†)
- 2018년 《내사랑 치유기》 - 정효실 역
- 2016년 《불어라 미풍아》 - 천귀옥 역
- 2015년 《아름다운 당신》 - 한순희 역
- 2014년 《장미빛 연인들》 - 마필순 역
- 2011년 ~ 2012년 《천 번의 입맞춤》 - 차경순 역
- 2009년 ~ 2010년 《인연만들기》 - 정옥란 역
- 2000년 ~ 2001년 《세 친구》 - 박상면의 누나 박효정 역
- 2000년 《당신 때문에》 - 박양자 역
- 1999년 《아름다운 선택》
- 1996년 ~ 1999년 《남자 셋 여자 셋》 - 돌궐 왕후(성우 배역) 역
- 1993년 MBC 단막극 《MBC 베스트극장 - 거름꽃》 - 김씨집안 첫째부인 역
- 1992년 《두 여자》 - 양영자 역
- 1991년 《산너머 저쪽》
- 1991년 《땅》
- 1989년 《행복한 여자》
- 1983년 《인간의 문》
- 1983년 《다녀왔읍니다》
- 1982년 《어제, 그리고 내일》
- 1981년 《한강》
- 1981년 《장희빈》 - 장희빈의 어머니 윤씨 역
- 1981년 《포옹》
- 1981년 《제1공화국》 - 신익희의 둘째부인 김해화 역
- 1978년 《연지》
- 1978년 《범바윗골의 비밀》
- 1978년 《남풍》
- 1977년 《후회합니다》 - 지원 고모 역
- 1977년 《빨간 능금이 열릴때까지》
- 1977년 《역사의 인물》
- 1976년 《달려라 삼총사》
- 1976년 《철이의 모험》
- 1976년 《윤진사댁 며느리》
- 1975년 《귀로》
- 1975년 《밀물》

SBS
- 2017년 《브라보 마이 라이프》 - 박순진 역
- 2017년 《사임당, 빛의 일기》 - 이겸의 고모 역
- 2014년 《청담동 스캔들》 - 장혜임 역
- 2013년 《못난이 주의보》 - 반효정 역
- 2012년 《옥탑방 왕세자》 - 여 회장 역
- 2011년 《49일》 - 선배 스케줄러 역(특별출연)
- 2010년 《호박꽃 순정》 - 장여사 역
- 2010년 《이웃집 웬수》 - 이정순 역
- 2009년 《찬란한 유산》 - 장숙자 역
- 2008년 《스타의 연인》 - 마리의 외할머니 역
- 2007년 《그 여자가 무서워》
- 2005년 《하늘이시여》 - 모란실 역
- 2003년 《연인》 - 황여사 역
- 2002년 ~ 2003년 《대박가족》
- 2002년 《지금은 연애중》 - 호정 외할머니 역
- 2001년 《이 부부가 사는 법》 - 양사장 역
- 2001년 《그래도 사랑해》 - 순미 모 역
- 2000년 《착한 남자》 - 안심 모 역
- 1999년 《지금은 사랑할 때》
- 1998년 《은실이》 - 임청옥 엄마 역
- 1998년 《사랑해 사랑해》
- 1997년 《지평선 너머》
- 1995년 《LA아리랑》
- 1995년 《옥이이모》
- 1992년 《해빙기의 아침》 - 전 여사 역
- 1994년 《Y의 비극》
- 1991년 《고래의 꿈》 - 수남 어머니 역

JTBC
- 2022년 《디 엠파이어 : 법의 제국》 (특별출연)
- 2015년 《라스트》 - 장군할매 역

tvN
- 2025년 《그놈은 흑염룡》 - 정효선 역
- 2020년 《하이바이, 마마!》 - 정귀순 역
- 2016년 《기억》 - 김순희 역
- 2015년 《두번째 스무살》 - 서운해 역

ENA
- 2024년 《나의 해리에게》 - 은호와 혜리의 친척 할머니 역 (특별출연)
- 2023년 《남남》 - 박진홍 母 역

MBN
- 2023년 《완벽한 결혼의 정석》 - 이태자 역

### 교양
TV조선
- 2022년 《식객 허영만의 백반기행》 게스트 (180회)

### 영화
- 2007년 《오래된 정원》 - 윤희 모
- 2002년 《몽중인》 - 외할머니
- 1988년 《연산일기》 - 정현왕후
- 1977년 《너는 달 나는 해》
- 1975년 《욕망》
- 1964년 《쌀》

### CF (광고)
- 한국화이자제약 콤바트린
- 옥시레킷벤키저 뉴파워크린
- 동서식품 맥스웰 커피
- 국제양말 KJC
- 해태제과식품 토마토마
- 조선무약 솔표 솔감탕, 솔표 우황청심원 (이낙훈와 함께 출연)

### 라디오 프로그램
- 2014년 EBS FM 《EBS 책 읽는 라디오 낭독 시리즈》

## 경력
- 1998년 제2의건국범국민추진위원회 위원

## 수상 경력
- 2009년 SBS 연기대상 공로상
- 1988년 제15회 한국방송대상 TV연기상 《토지》
- 1988년 KBS 연기대상 대상 《토지》